# فلامبو دو سنتر

فلامبو دو سنتر هو نادي كرة قدم بوروندي من مدينة جيتيغا يلعب حالياً في الدوري البوروندي الممتاز.